# Gerrodes minataea
Gerrodes minataea là một loài bướm đêm trong họ Noctuidae.